# Гамма Кита
Гамма Кита (γ Ceti, сокращенно Гамма Кита, γ Cet) — тройная звездная система в экваториальном созвездии Кита. Её совокупная видимая визуальная величина составляет 3,47. Судя по измерениям параллакса, эта звезда расположена на расстоянии около 80 световых лет (24,4 парсека) от Солнца.
Гамма Кита носила традиционные имена Аль-Кафф аль-Джидма или Каффалджидма, происходящие от арабского языка: الكف الجذماء аль-каф аль-джадма («короткая рука»).
Гамма Кита представляет собой тройную звездную систему. Внутренняя пара (A и B) имеет угловое расстояние 2,6 угловых секунды. Основным компонентом этой пары (А) является звезда главной последовательности А-типа со звездной классификацией A3 V и визуальной величиной 3,6. Более слабый вторичный компонент (B) представляет собой звезду главной последовательности F-типа, имеющую классификацию F3 V и звездную величину 6,6. Эту звезду можно увидеть с помощью небольшого телескопа с апертурой 4 дюйма (10 см) в идеальных условиях наблюдения. 
Измеренный угловой диаметр главной звезды составляет 0,74 ± 0,08 мс. При расчетном расстоянии до этой системы ее физический размер примерно в 1,9 раза превышает радиус Солнца. Вторичным компонентом этой системы является источник рентгеновского излучения светимостью 2,2 × 1029 эрг/с. Возраст Гаммы Кита составляет около 300 миллионов лет, и, по-видимому, она входит в поток звезд, слабо связанных с Движущейся группой Большой Медведицы. Первичную звезду исследовали на наличие избытка инфракрасного излучения, которое могло бы указывать на наличие околозвездной материи, но ничего обнаружено не было.